# Harmondsworth Great Barn

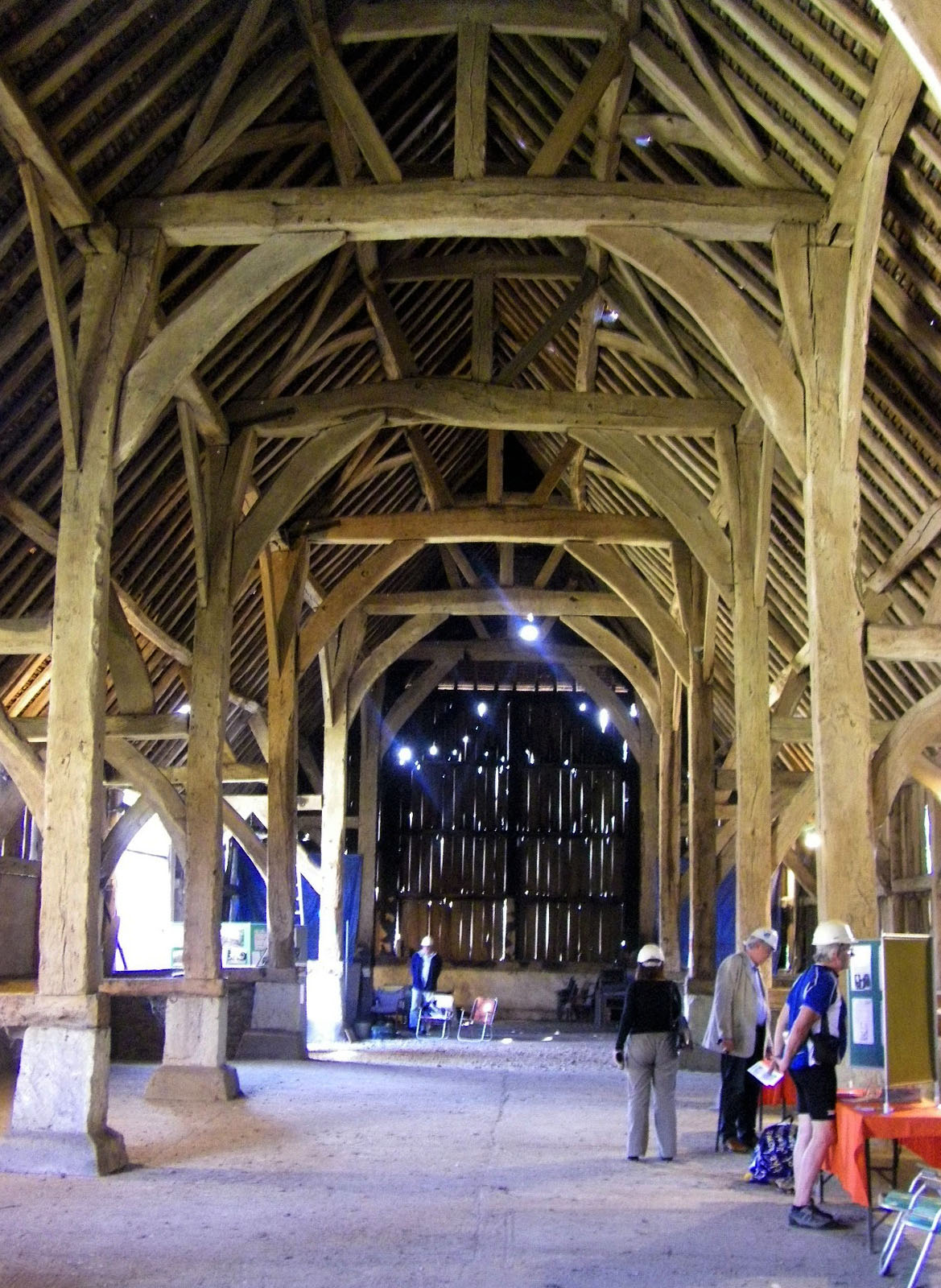

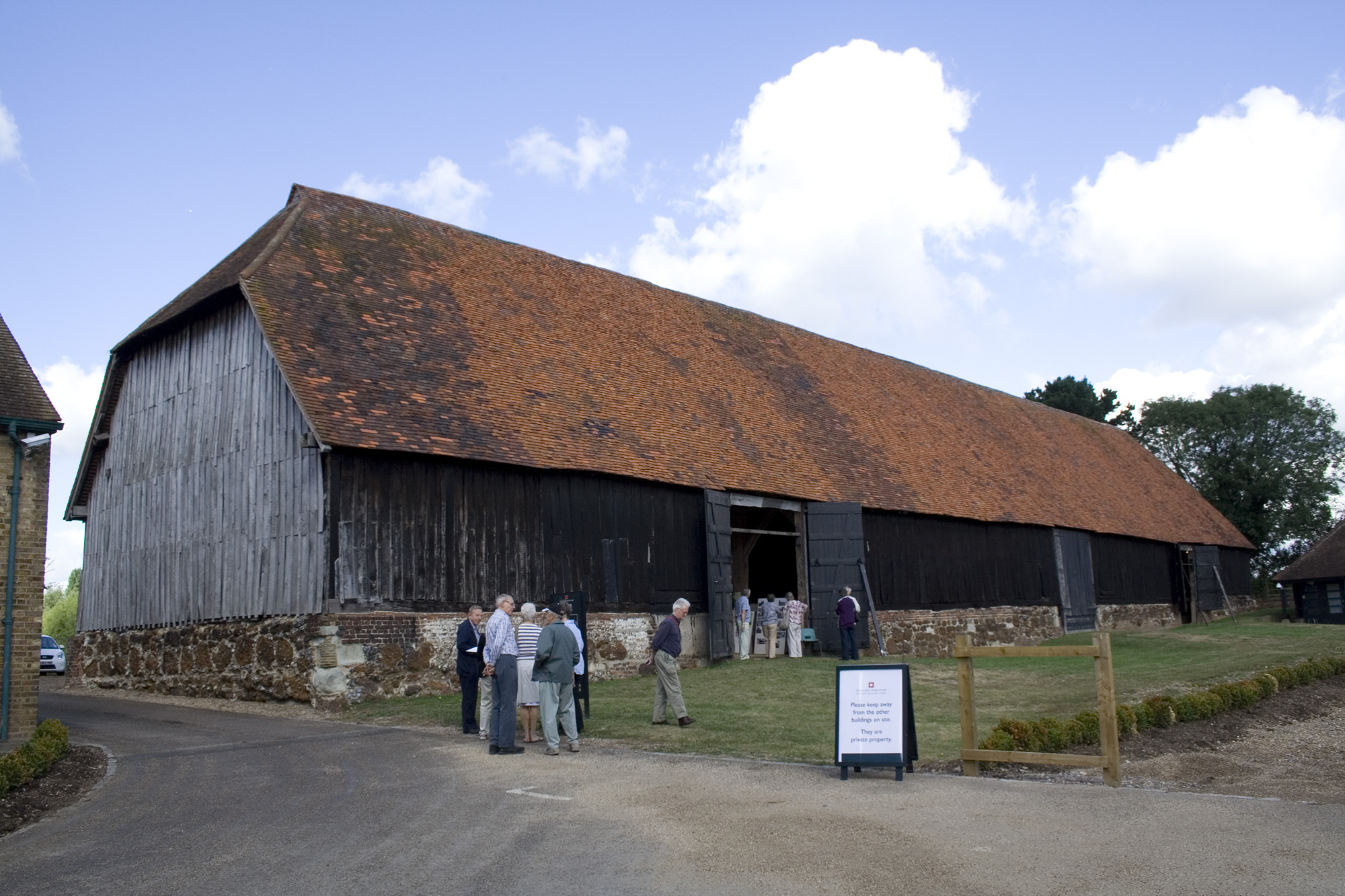

Harmondsworth Great Barn is een middeleeuwe schuur op de voormalige Manor Farm in Harmondsworth (Hillingdon). Sinds 2012 is de Barn in handen van English Heritage. Het is het grootste houten gebouw van Engeland en werd door John Betjeman beschreven als "Cathedral of Middlesex". De schuur is 29 meter lang en bevat een houten dakgebindte met eiken balken; 95 procent daarvan zijn nog origineel middeleeuws. De schuur is een beschermd monument.